# 수액 (의학)

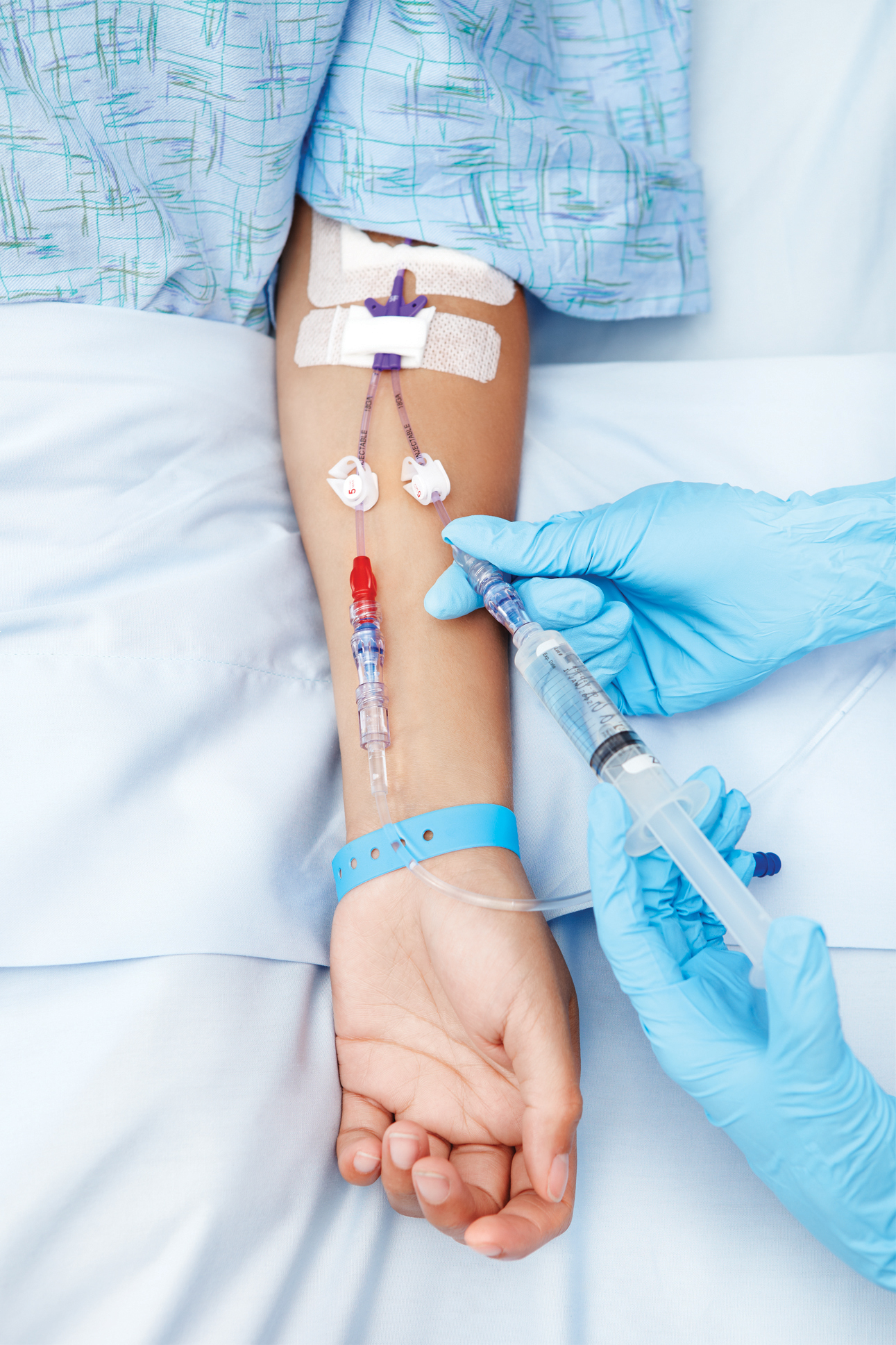
수액(정맥주사)

수액(輸液, 영어: fluid)은 흔히 말하는 링거액이나 체액 성분또는 영양 성분을 보충하기위한 액체를 체내에 공급하는 것을 말한다. 링거액은 수액의 한 종류이다. 수액에는 정맥주사로 수분 및 영양분을 보충하기 위한 액체뿐만아니라 구강을 통하는 전해질 액체음료나 항문을 통하는 방법에 사용되는 것도 있다.
일반적으로 수액(輸液)은 쇼크, 탈수증, 영양실조 따위에, 혈액과 삼투압이 같은 다량의 액체를 주입하는 의료행위로 생리적 식염수ㆍ링거액 따위의 여러 가지 전해질 용액을 쓰며, 영양 보급의 목적으로는 과당(果糖) 용액ㆍ포도당 용액 따위를 쓴다.

## 한국인의 수액 선호 현상
수액은 탈수가 심한 사람에게는 생명을 좌우하는 치료제이고, 정맥 주사를 계속 맞아야 하는 환자에게는 필요한 약물 투여 경로이다. 그러나 그외의 환자에게는 다만 소금물을 정맥으로 투여하는 어리석은 행동이다. 물론 심리적으로 만족하고 증상이 호전 되는 듯이 보일수도 있으나 오직 심리적 효과와 일시적인 수액 보충 효과일 뿐이고, 질병 치료에는 특별한 경우가 아니면 도움이 되지 않는다. 그럼에도 불구하고 입으로 투약이 가능한 환자면 수액을 투여하지 않고, 즉 중환자가 아니면 수액을 투여하지 않는 북미와 유럽에 비해 한국은 엄청난 수액  남용 국가이다. 이는 독특한 한국의 문화적 특성으로, 소금물, 설탕물에 불과한 수액을 영양제나 보약으로 생각하기 때문으로 매우 비합리적인 문화로 볼 수 있다. 수액을 투여하기 위해서는 정맥을 천자해야 하므로 여러 가지 합병증만 올 가능성이 있는, 응급이나 중환자가 아니면 과잉이고 잘못된 치료임을 알아야 한국의 독특한 수액 선호 문화도 개선될 것이다.

## 수액의 종류
의학적으로 사용하는 수액은 크게 두가지로 나눈다. 하나는 Crystalloid (정질용액)으로 소금을 함유한 결정상(結晶狀)의 전해질 수액, 즉 전해질이 주성분인 수액이며 여기에 속하는 수액은 N/S, H/S 5% D/W, 5%D/S 등이 있다.
다른 하나는 Colloid(교질용액)이라고 하며 아교질 교질(膠質) Greek kolla(아교)라는 뜻을 가지고 있는데 이는 어떤 일정한 크기의 물질이 다른 물질에 완전 분산되어 있는 상태를 의미하며 여기에 속하는 수액은 W/B, packed RBC, Plasma(plasma solution-a는 정질용액), albumin, dextran, HES (hydroxyethyl starch) 등이 있다.

### 정질과 교질의 구분
1861년 Thomas Graham에 의하여 막으로 구분되는 두 구획간의 투과 여부에 따라 정질은 혈관과 같은 생체막을 쉽게 투과하는 반면, 교질은 투과하지 못한다.
알부민의 혈관 투과성에 대하여는 논란이 있다. 또 순수 포도당 용액은 염화나트륨(NaCl)을 포함하지 않기 때문에 정질용액으로 분류하지 않는 경우도 있다.

### 정질과 교질의 차이
교질용액은 정질용액에 비해 더 크고 확산이 안 되는 용질을 가지고 있어서 정질용액과 달리 혈관벽을 통해 자유롭게 이동하지 못하므로 혈관 내에 남아 교질삼투압을 형성하여 수분을 잡아둠으로써 혈장량을 증가시킨다. 정질용액의 반감기가 20-30분 정도인데 비하여 대부분의 교질용액은 반감기가 3-6시간에 이른다. 따라서 교질용액은 정질용액에 비해 더욱 빠르고 장시간 유지되는 혈관내액(혈장량) 보충에 유용하다.
즉 5% 알부민 용액 1 L를 투여하면 혈장 용적은 700 mL 증가하고 간질액 용적은 300 mL 증가한다. 결정질액인 0.9% 생리식염수 1 L를 투여하면 250 mL만이 혈관 내에 남아서 혈장 용적을 증가. 나머지 750 mL는 간질액 용적을 증가하고 혈장 용적 증량 효과는 교질용액이 정질용액보다 약 3배정도 더 효과적
- 교질용액 단점 : 혈액응고 장애, 덱스트란의 경우 알러지 반응이 일어날 수 있다.

### 정질용액과 교질용액의 선택
1. 임상 조건
1) 탈수로 인해 저혈량증이 생긴 환자는 정질용액을 준다. 탈수의 경우 세포외액이 구획마다 거의 동 등한 비율로 부족하기 때문에 세포 외 공간을 균등하게 채워 줄 수 있는 정질용액이 더 유리하게 작용 한다.
2) 출혈 : 정도에 따라 수액의 종류를 선택
15% 이하의 경한 출혈은 부족한 혈관내의 용적을 채우기 위해 조직간액이 혈관 내로 이동하므로 정질용액 투여한다. 혈장량의 증가보다는 조직간액의 증가 효과가 더 크기 때문에 부족한 조직간액 보충해 줄수 있다.
15% 이상의 출혈은 심박출량 유지가 중요 하므로 교질용액이 정질용액에 비하여 3- 4배 정도 혈장 증량 효과가 있으므로 교질을 투여 한다.
대부분의 임상에서 3-4 L 이상의 수액 투여가 필요한 경우에는 교질용액과 정질용액을 1:3의 비율로 함께 투여

2. 부종의 위험성
외상 환자는 주로 정질용액, 비감염성, 비외상성, 예정된 수술 환자는 교질용액을 투여한다. 폐부종의 예방을 위해서는 투여하는 수액 의 종류보다는 적절한 감시가 더 중요
3. 비용과 효율성
결론적으로 혈장량의 증가가 주요 목표일 경우에는 교질용액 전체 세포외액량의 증가가 목표일 경우에는 정질용액을 투여한다.

### 삼투압에 따른 수액 분류
등장성수액 : Normal Saline, Hartman Solution(Lactated Ringer Soln), 5%D/W (Dextrose in Water)
저장성 : Half Saline(0.45% Saline)
고장성 : 5%D/S(Dextrose in Saline), 5% Dextrose in 0.45% Saline, 10% D/W
N/S Normal Saline = 생리 식염수 = 0.9% NaCl2 용액 = 염화나트륨(소금) 9 g. 단순한 수액 보충. volume loss의 경우 주로 사용
5% D/S = 5% dextrose in N/S = 50g 포도당 in N/S 수액 및 칼로리 보충
5% D/W= 5% dextrose in Water 칼로리만 보충
10% D/W, 20% D/W, 혈액 등은 large bore(구멍) needle 사용.
Hartmann's solution (lactated Ringer's solution)

## 같이 보기
- 길항제
- 효능제